# Feza Günergun
Feza Günergun (* 1956 in Istanbul) ist eine türkische Wissenschaftlerin für Wissenschaftsgeschichte.
Feza Günergun ist die Tochter der Botaniker Turhan und Asuman Baytop. Nach dem Besuch des französischen Mädchengymnasiums Notre Dame de Sion Fransız Kız Lisesi studierte sie bis 1980 an der Universität Istanbul Chemieingenieurwesen. Es schloss sich ein Studium an der Abteilung für Geschichte der Medizin und Ethik der Medizinischen Fakultät der Universität Istanbul an, das Günergun im Jahr 1984 mit einer Dissertation zum M.Sc.Dr. abschloss.
Als wissenschaftliche Mitarbeiterin begann sie im Jahr 1985 in der Abteilung für Geschichte der Naturwissenschaften der Istanbul University Faculty of Arts and Philosophy. Im Jahr 1987 wurde Günergun zum Assistant Professor, 1993 „Associate Professor of History of Science“, im Jahr 1998 zum Professor ernannt. 1997 ging sie als Gastprofessor an die Universität Kyōto, Japan.
Im Januar 2001 wurde Feza Günergun auf den Lehrstuhl für Wissenschaftsgeschichte berufen. Zwischen 1989 und 2000 war sie Generalsekretärin der türkischen Gesellschaft für Wissenschaftsgeschichte, Vizepräsidentin der Universität Istanbul von 1994 bis 1998.

## Publikationen (Auswahl)
- Osmanlı Bilimi Araştırmaları. (1995-)[2]
- Türk Bilim Tarihi Kurumu Haber Bülteni. (1991–2000)
- Manuskripte zur Chemiegeschichte. & TeaComNews (1996-).
- Editor in: Gábor Ágoston, Bruce Alan Masters: Encyclopedia of the Ottoman Empire.[3]
- Einführung in die Geschichte des Zoos in der Türkei. I. Nationales Symposium of Veterinary Medicine and Professional Ethics. Prof. Dr. Dinçer Ferruh 70 in Erinnerung. Editor Abdullah Ozen. Elazig 2006 S. 185–218.[4]
- Ekmeleddin İhsanoğlu: A Biography, and Outline of His Scholary Contributions to History of Science[5]
- Science between Europe and Asia: Historical Studies on the Transmission, Adoption and Adaptation of Knowledge (= Boston Studies in the Philosophy of Science). Gemeinsam mit dem indischen Wissenschaftshistoriker Dhruv Raina. Springer Science+Business Media, 2010, ISBN 978-90-481-9967-9.